# Tusholi Corona
Tusholi Corona est une corona, formation géologique en forme de couronne, située sur la planète Vénus par 69,5° N et 101,2° E. Elle est localisée dans le quadrangle de Meskhent Tessera. Elle a été nommée en référence à Tusholi, déesse Ingouche et Tchétchène (Caucase) de la fertilité. 

## Géographie et géologie
Tusholi Corona couvre une surface circulaire d'environ 350 km de diamètre. 